# داك بريسكوت
راين داكوتا بريسكوت (بالإنجليزية: Rayne Dakota Prescott)‏ هو لاعب كرة قدم أمريكية ولد في يوم 29 يوليو 1993 في بلدة سولفور في لويزيانا لأب أمريكي أفريقي وأم أوروبية الأصل. يلعب حالياً مع نادي دالاس كاوبويز.